# What If We
What If We es el segundo álbum de estudio del músico cristiano contemporáneo Brandon Heath. Fue lanzado el 19 de agosto de 2008 a través de Provident Label Group. El álbum debutó en el puesto 73 en el Billboard 200. A mediados y finales de 2008, el primer sencillo del álbum, "Give Me Your Eyes", se mantuvo en el puesto número 1 en el formato Christian CHR de R&R durante 13 semanas consecutivas y fue la segunda canción más reproducida. de 2008 para el mismo formato. El álbum recibió una nominación al premio Grammy en 2009 como Mejor Álbum Pop Gospel.

## Antecedentes
Antes del lanzamiento del disco, originalmente había un lote de 40 canciones preparadas como posibles pistas. Brandon Heath dijo que él y el productor Dan Muckala trabajaron en estrecha colaboración en el proceso de decidir la lista final de 11 pistas; "Siempre amaré a los que se quedaron atrás también, y quién sabe, pueden hacer el próximo disco", dice.

## Lanzamiento
What If We fue lanzado el 19 de agosto de 2008 a través de Provident Label Group en los Estados Unidos. Debutó en el puesto 73 en el Billboard 200, siendo su primer álbum en figurar en el 200. También debutó en el puesto n.º 3 en la lista de álbumes cristianos de Nielsen SoundScan, vendiendo más de 7100 copias en la primera semana.
El primer sencillo del álbum, "Give Me Your Eyes", se lanzó en julio de 2008. En su primera semana de lanzamiento en línea, la canción logró casi 6.000 descargas. En la segunda semana, se vendieron otras 6.700 copias. "Give Me Your Eyes" se mantuvo en el número 1 en la sección cristiana de iTunes Store de julio a febrero durante siete meses consecutivos, logrando más de 70.000 descargas digitales en septiembre de 2008. A principios de 2009, se lanzó "Wait and See" como la canción principal del álbum. segundo sencillo. Llegó a número 5 en la lista Hot Christian Songs de Billboard en agosto de 2009.

## Música y temas líricos
El sencillo "Give Me Your Eyes" se ha comparado con el estilo musical de Mat Kearney, descrito por Christianity Today como "que une el pop acústico con una ligera mezcla de hip-hop", su letra está inspirada en "observar a la gente en un aeropuerto, suplicando por la perspicacia y la compasión de Dios al mirar a los demás".

## Recepción crítica
Farias De Allmusic señala que este álbum busca respuestas, pero "está lejos de tener todas las respuestas, y de hecho, es demasiado serio para reinventar la rueda CCM, pero es agradable y lo suficientemente seguro de fe para establecer aún más a Heath como un cantautor en ascenso".
Cartwrighrt de CCM Magazine declaró que "solo el título por sí solo despertará la curiosidad de cualquier buscador, ansioso por correr con Brandon tras lo esquivo. El Sr. Heath no decepciona, tocando todos los acordes correctos en este, su segundo esfuerzo". Además, Cartwright señaló que este álbum es un "viaje entrañable de 11 canciones, repleto de arreglos extravagantes, imaginación lírica y una voz auténtica que hace que cada paso sea una alegría".
Hellman de Christian Music Review dio la idea de que este álbum "no estaría en la cima de mi lista de álbumes favoritos, fueron 40 minutos sólidos de tiempo bien invertido".
Breimeier de Christianity Today aludió a este álbum diciendo que envió a Heath "bien encaminado hacia el desarrollo de su sonido agradable y personalidad identificable en una gratificante composición de canciones".
Brigde de Cross Rhythms dijo que este álbum de Heath "hace la pregunta de los cristianos de ver lo que Jesús ve en nuestro mundo hoy para que podamos actuar. En 11 canciones pop bellamente elaboradas, Heath desafía a los cristianos a cambiar el mundo".
Mabee de Jesus Freak Hideout habló sobre "si disfrutó del debut de Brandon Heath, es fanático de Mat Kearney o Matthew West, o simplemente está buscando un disco para sentirse bien, impulsado por la melodía, elija What If We. Mientras que el El debut del cantautor fue poderoso e impresionante, su segunda salida es definitivamente una que tocarás mucho después de que termine el verano".
Watson de Jesus Freak Hideout señaló que este álbum "toma los mejores aspectos de su debut y se basa en ellos".
Davies de Louder Than the Music dijo sobre el segundo álbum de Heath que "no está mal con sus letras de observación y el mismo estilo de guitarra acústica, lamentablemente ese estilo se vuelve aburrido". Además, Davies aludió al álbum que contenía "puntos destacados y algunos puntos excelentes, pero después de escucharlo no hubo mucho que me atrajera para una segunda escucha".
Davis, de New Release Tuesday, señaló que el trabajo de Heath es un "gran segundo álbum y una ligera mejora en mi opinión, lo cual es refrescante".
Nathan de New Release Tuesday le dio a este álbum "un esfuerzo bastante sólido en general, ya que hay una buena mezcla de pop emocional e inspirador y contemporáneo para adultos. Sus baladas son fuertes, pero no hay nada realmente excepcional musicalmente. Abundan las buenas letras y Brandon Heath tiene éxito". con sus preguntas y su segundo trabajo".
Dickinson de The Phantom Tollbooth imaginó este álbum como "un gran paso adelante para Brandon Heath. Es un artista maduro que continúa preparándose para éxitos aún mayores".

## Listado de canciones
| N.º   | Título                         | Escritor(es)                                                     | Duración |  |
| 1.    | «Give Me Your Eyes»            | Heath, Jason Ingram                                              | 3:52     |  |
| 2.    | «Wait And See»                 | Heath                                                            | 3:48     |  |
| 3.    | «Trust You»                    | Heath, Chad Cates, Ingram                                        | 3:51     |  |
| 4.    | «London»                       | Heath, Cates                                                     | 3:34     |  |
| 5.    | «La Princesa y el Sapo»        | Heath, Nate Campany, Dan Muckala                                 | 4:01     |  |
| 6.    | «Sore Eyes» (con Jars of Clay) | Heath, Dan Haseltine, Charlie Lowell, Stephen Mason, Matt Odmark | 3:35     |  |
| 7.    | «Love Never Fails»             | Heath, Cates                                                     | 3:07     |  |
| 8.    | «Listen Up»                    | Heath, Ingram                                                    | 3:22     |  |
| 9.    | «Fight Another Day»            | Heath, Cates, Muckala                                            | 4:19     |  |
| 10.   | «When I'm Alone»               | Heath, Campany                                                   | 3:19     |  |
| 11.   | «No Not One»                   | Heath, Christy Nockels                                           | 3:57     |  |
| 40:13 |                                |                                                                  |          |  |

## Personal
- Brandon Heath – voz
- Dan Muckala – teclados, programación, arreglos
- Charlie Lowell– teclados (6)
- Chuck Butler – guitarras, bajos
- Adam Lester – guitarras
- Stephen Mason – guitarras (6)
- Matt Odmark – guitarras (6)
- Brent Miligan – bajos
- Gabe Ruschival – bajos (6)
- Jeremy Lutito – batería
- Dan Haseltine– voz (6)

## Producción
- Dan Muckala – productor, ingeniero
- Terry Hemmings – productor ejecutivo
- Jordyn Thomas – A&R
- Jesse Thompson – ingeniero
- F. Reid Shippen – mezclador
- Kevin Shultz – editor
- Andrew Mendelson – mastering

## Listas

### Álbum
| Listas (2008)                 | Posición de gráfico |
| ----------------------------- | ------------------- |
| US Billboard 200              | 73                  |
| US Billboard Christian Albums | 3                   |
| US Billboard Catalog Albums   | 50                  |

### Sencillos
| 2008 | "Give Me Your Eyes" | 1  |
| 2009 | "Wait And See"      | 4  |
| 2010 | "Love Never Fails"  | 14 |